# Xinglongtai
Xinglongtai (en chino, 兴隆台; pinyin, Xīng·Lóngtái) es un distrito urbano bajo la administración directa de la Prefectura Panjin  en la Provincia de Liaoning, República Popular China.  Su área es de 888 km² y su población total para 2010 superó los 460 mil habitantes. 

## Administración
Desde julio de 2023, el  Distrito Xinglongtai  se divide en 13 pueblos administrados en subdistritos.